# La Riviere (Manitoba)
La Riviere é uma cidade de Manitoba, no Canadá.